# Julie Bego
Julie Bego (Bourgoin-Jallieu, 9 januari 2005) is een Frans veldrijdster en wegwielrenster die sinds 2023 uitkomt voor Cofidis. Ze werd in 2023, na een solo van 21 kilometer, wereldkampioen bij de junioren op de wereldkampioenschappen wielrennen op de weg in Schotland.

## Palmares

### Wegwielrennen
2022
Jongerenklassement Ronde van Gévaudan Occitanie
Jongerenklassement Bizkaikoloreak
2023
2e etappe Bizkaikoloreak
Eind- en bergklassement Bizkaikoloreak
 Wereldkampioen op de weg, junioren
 Europees kampioenschap wielrennen, junioren, mixed relay
2024
Jongerenklassement Ronde van de Pyreneeën

#### Resultaten in voornaamste wedstrijden
| Jaar | Ronde van Italië | Ronde van Frankrijk | Ronde van Spanje |
| ---- | ---------------- | ------------------- | ---------------- |
| 2024 |                  |                     |                  |
| 2025 |                  | 33e                 |                  |

| Jaar | Amstel Gold Race | Luik-Bast.‑Luik | Brabantse Pijl | Waalse Pijl | Strade Bianche |
| ---- | ---------------- | --------------- | -------------- | ----------- | -------------- |
| 2024 | 50e              | 47e             | 11e            | 38e         | opgave         |
| 2025 |                  |                 |                |             |                |

### Veldrijden
| Seizoen         |          | WK       | EK       | FK       |          | Klassementen | Klassementen | Klassementen | Klassementen | Klassementen |          | UCI- ranking |          | Podia    | Podia    | Podia    | Aantal crossen |
| Seizoen         | WB       | WK       | EK       | FK       | SP       | Trofee       | TOI          | CdF          | Goud         | Zilver       | Brons    | UCI- ranking |          |          |          |          | Aantal crossen |
| Junioren        | Junioren | Junioren | Junioren | Junioren | Junioren | Junioren     | Junioren     | Junioren     | Junioren     | Junioren     | Junioren | Junioren     | Junioren | Junioren | Junioren | Junioren | Junioren       |
| --------------- | -------- | -------- | -------- | -------- | -------- | ------------ | ------------ | ------------ | ------------ | ------------ | -------- | ------------ | -------- | -------- | -------- | -------- | -------------- |
| 2021-2022       |          | –        | 24e      | ↑        |          | 40e          | –            | –            | –            | 11e          |          | –            |          | –        | –        | 1        | 3              |
| 2022-2023       | –        | –        | ↑        | –        | –        | –            | –            | ↑            | –            | 1            | 1        | 2            | 8        |          |          |          |                |
| Totaal junioren |          |          |          |          |          |              |              |              |              |              |          |              |          | 1        | 1        | 3        | 11             |
| Beloften        |          |          |          |          |          |              |              |              |              |              |          |              |          |          |          |          |                |
| 2023-2024       |          | –        | –        | –        |          | –            | –            | –            | –            | 16e          |          | –            |          | –        | –        | –        | –              |
| Totaal beloften |          |          |          |          |          |              |              |              |              |              |          |              |          | –        | –        | –        | –              |
| Elite           |          |          |          |          |          |              |              |              |              |              |          |              |          |          |          |          |                |
| 2021-2022       |          | –        | –        | –        |          | –            | –            | –            | –            | 41e          |          | –            |          | –        | –        | –        | 6              |
| 2022-2023       | –        | –        | –        | –        | –        | –            | –            | –            | –            | –            | –        | –            | –        |          |          |          |                |
| 2023-2024       | –        | –        | 11e      | –        | –        | –            | –            | –            | –            | –            | 1        | –            | 5        |          |          |          |                |
| Totaal elite    |          |          |          |          |          |              |              |              |              |              |          |              |          | –        | 1        | –        | 11             |

## Ploegen
- 2023 –  Cofidis
- 2024 –  Cofidis
- 2025 –  Cofidis